# Wombatowiec
Wombatowiec (Lasiorhinus) – rodzaj ssaka z rodziny wombatowatych (Vombatidae).

## Rozmieszczenie geograficzne
Rodzaj obejmuje gatunki występujące endemicznie w Australii.

## Morfologia
Długość ciała 84–111 cm; masa ciała 17,5–36 kg.

## Systematyka
Rodzaj zdefiniował w 1863 roku angielski zoolog John Edward Gray w artykule poświęconym opisowi trzech wombatów z Ogrodów Towarzystwa Zoologicznego w Londynie, opublikowanym w czasopiśmie The Annals and Magazine of Natural History. Gatunkiem typowym jest (oznaczenie monotypowe) wombatowiec szerokogłowy (L. latifrons).

### Etymologia
- Lasiorhinus: gr. λασιος lasios ‘włochaty, kudłaty’; ῥις rhis, ῥινος rhinos ‘nos’[8].
- Wombatula: rodzaj Wombatus Desmarest, 1804; łac. przyrostek zdrabniający -ula[9][10]. Gatunek typowy (oryginalne oznaczenie): Phascolomys gillespiei De Vis, 1900 (= Phascolomys krefftii Owen, 1873).

### Podział systematyczny
Do rodzaju należą następujące występujące współcześnie gatunki:
| Grafika | Gatunek               | Autor i rok opisu | Nazwa zwyczajowa          | Podgatunki         | Rozmieszczenie geograficzne | Podstawowe wymiary                               | Status IUCN |
| ------- | --------------------- | ----------------- | ------------------------- | ------------------ | --- | ------------------------------------------------ | ----------- |
|         | Lasiorhinus latifrons | (R. Owen, 1845)   | wombatowiec szerokogłowy  | gatunek monotypowy | południowo-wschodnia Australia Zachodnia (zachodnie nizina Nullarbor) i południowa Australia Południowa (na wschód do rzeki Murray); introdukowany na wyspę Wedge Island (Australia Południowa) | DC: 84–111 cm DO: 2,5–6 cm MC: 17,5–36 kg        | NT          |
|         | Lasiorhinus krefftii  | (R. Owen, 1873)   | wombatowiec szorstkowłosy | gatunek monotypowy | Epping Forest National Park (środkowy Queensland) | DC: około 108 cm DO: brak danych MC: około 32 kg | CR          |

Kategorie IUCN:  NT  – gatunek bliski zagrożenia,  CR  – gatunek krytycznie zagrożony.
Opisano również gatunek wymarły z plejstocenu Australii:
- Lasiorhinus angustidens (De Vis, 1891)